# Смитвил (Њу Џерзи)
Смитвил (енгл. Smithville) насељено је место без административног статуса у америчкој савезној држави Њу Џерзи.

## Демографија
По попису из 2010. године број становника је 7.242.
| Група             | 2000.    | 2010.         |
| Белци             | 0 (0,0%) | 5.299 (73,2%) |
| Афроамериканци    | 0 (0,0%) | 751 (10,4%)   |
| Азијати           | 0 (0,0%) | 558 (7,7%)    |
| Хиспаноамериканци | 0 (0,0%) | 576 (8,0%)    |
| Укупно            | 0        | 7.242         |